# Wilhelm Schürmann-Horster
Wilhelm Schürmann-Horster (n. 21 de junio de 1900, Colonia, Alemania - f. 9 de septiembre de 1943, Berlín, Alemania) fue un actor y dramaturgo alemán involucrado en la Resistencia alemana contra el nazismo.

## Biografía
Peleó durante la Primera Guerra Mundial y al regresar se convirtió en ferviente pacifista. En 1923 se afilió al Partido Comunista y hasta el ascenso de los nazis en 1933 trabajó en teatros de la región del Rhin y Westfalia, en Hagen y Düsseldorf.
Hacia 1934 fue arrestado por actividades ilegales pero fue absuelto por falta de pruebas. Entonces trabajó como periodista independiente y en 1941 dirigió el teatro de la frontera en Constanza (Alemania).
En 1938 se unió en Berlín con un grupo de artistas entre los cuales se hallaban Cay von Brockdoff y su esposa Erika, Victor Dubinsky, Hanna Berger además de Hans Coppi y otros en el grupo de resistencia llamado Orquesta Roja.
Fue detenido el 29 de octubre de 1942 en Konstanz y llevado al Volksgerichtshof y condenado a muerte. Fue colgado en la prisión de Berlín-Plötzensee.
En septiembre del 2007 se colocó un Stolpersteine frente al teatro de Constanza donde una calle lleva su nombre.

## Literatura
- Arnulf Moser: Wilhelm Schürmann-Horster (1900–1943). Ein politischer Schauspieler als Opfer der Nationalsozialisten.  Schriften des Vereins für die Geschichte des Bodensees und seiner Umgebung, Heft 125 (2007), S. 141–152.
- Luise Kraushaar: Deutsche Widerstandskämpfer 1933–1945. Biografien und Briefe. Dietz, Berlín 1970.
- Gert Rosiejka: Die Rote Kapelle. Landesverrat als antifaschistischer Widerstand, Hamburg 1986, ISBN 3-925622-16-0.